# Ophiotholia supplicans
Ophiotholia supplicans är en ormstjärneart som beskrevs av George Richard Lyman 1880. Ophiotholia supplicans ingår i släktet Ophiotholia och familjen knotterormstjärnor. Inga underarter finns listade i Catalogue of Life.